# جون كامبل (سياسي كندي مواليد 1849)
جون كامبل هو تاجر وسياسي كندي، ولد في 16 يوليو 1849، وتوفي في 25 مايو 1887. انتخب عضو مجلس العموم الكندي (1887 – 1887).